# Ервін Вака
Ервін Вака (ісп. Ervin Vaca; нар. 18 березня 2004, Ла-Пас) — болівійський футболіст, півзахисник клубу «Болівар» і національної збірної Болівії.

## Клубна кар'єра
Народився 25 квітня 2004 року в місті Ла-Пас. Вихованець юнацької команди «Академія Тауїчі». Вважався перспективним футболістом Болівії.
На молодіжному рівні виступав за команду «Каллеха». У 2022 році підписав контракт з чилійським клубом «Коло-Коло».
У 2023 році він підписав контракт з болівійським клубом «Болівар».
У жовтні 2023 року Ервін переїхав до Європи, де протягом місяця тренувався з бельгійським клубом «Ломмель».

## Виступи за збірні
2023 року залучався до складу молодіжної збірної Болівії. На молодіжному рівні зіграв у 4 офіційних матчах.
2023 року викликався до лав національної збірної Болівії на відбіркові матчі на чемпіонат світу 2026 року проти збірних Бразилії та Аргентини. Дебютував в офіційних матчах у складі збірної Болівії 10 вересня 2024 року в матчі проти збірної Чилі.